# Attribut (grammaire)
Pour les articles homonymes, voir Attribut.
En syntaxe, l'attribut est un mot ou groupe de mots qui sert à donner une caractéristique à un sujet ou à un complément d'objet direct par l’intermédiaire d’un verbe.
« Ma jeunesse ne fut qu'un ténébreux orage. » (Baudelaire)
En grammaire française, on distingue l'attribut du sujet et l'attribut du complément d'objet direct.

## Attribut du sujet

### Notion générale
L'attribut du sujet permet d'affecter au sujet une caractéristique par l'intermédiaire d'un verbe d'état (être et tout verbe pouvant s'y substituer comme devenir, avoir l'air ou sembler). C'est un complément essentiel, c'est-à-dire qu'il appartient au groupe verbal et qu'il est non supprimable et non déplaçable dans la phrase.
Quels qu'en soient le genre et le nombre, l'attribut du sujet peut être pronominalisé par le pronom neutre le : « Elles sont heureuses » ⇒ « Elles le sont » ; « Je suis en colère » ⇒ « Je le suis ». Morphologiquement, si l'attribut du sujet est un adjectif, alors il s'accorde en genre et en nombre avec le sujet.

### Sémantique
Le verbe d'état n'est plus qu'une copule servant à faire le lien entre le sujet et son attribut. Le verbe être, par exemple, perd son sens propre (« exister ») pour devenir un pur outil grammatical. Sémantiquement, le rapport entre l'attribut et son sujet est appelé relation prédicative : dans la phrase « Aujourd'hui, tu es resplendissant ! », la prédication équivaut à tu = resplendissant (on affecte au sujet (tu) une propriété (resplendissant)).
La prédication peut être modalisée de différentes manières : c'est la raison pour laquelle être n'est pas le seul verbe d'état existant. Dans la phrase « Marie semble triste », le locuteur prend de la distance par rapport à son énoncé, la prédication Marie = triste étant alors modalisée en termes de certitude/incertitude.
La caractéristique attribuée au sujet peut être de type différent : elle peut exprimer une qualité (« Joshua est gentil »), une classe (« Paul est un marin ») ou encore une identité (« Nawel est la sœur de Wahid »).

### Syntaxe
La fonction attribut du sujet peut être remplie par différentes classes grammaticales :
- Un adjectif ou un groupe adjectival : « Cette maison est rouge », « Tu es complètement inconsciente » ;
- Un nom ou un groupe nominal : « Je suis médecin », « Le chien est un canidé » ;
- Un participe passé ou groupe participial : « Les enfants sont assis sur le muret », « Elle est décidée à agir » ;
- Un pronom : « Riche, je l'ai été » ; « Ce vélo est le mien », « Le président qu'il a été... » ;
- Un groupe prépositionnel : « Nous sommes sans appétit » ;
- Un adverbe ou groupe adverbial : « C'est bien », « Ce film est vachement bien ! » ;
- Un infinitif ou groupe infinitif : « Souffler n'est pas jouer »;
- Une proposition subordonnée relative substantive : « Cette femme n'était pas celle à laquelle je pensais » ;
- Une proposition subordonnée conjonctive circonstancielle (langage familier) : « L'amour, c'est quand tu te sens pleinement heureux avec une personne ».

### Les verbes à élargissement attributif
À l'extérieur de la catégorie fermée des verbes d'état, il existe d'autres verbes qui, dans certaines constructions, ont un rôle attributif : on les appelle verbes à élargissement attributif ou verbes occasionnellement attributifs. C'est le cas des verbes de mouvement comme rentrer, sortir, se lever, partir et quelques autres verbes comme naître, vivre, mourir. Ainsi, dans les phrases « Il est rentré ivre à la maison » et « Elle est repartie heureuse », on retrouve les prédications il = ivre  et elle = heureuse.
Ce type de construction connaît tout de même quelques particularités par rapport  à celles construites autour d'un verbe d'état : tout d'abord, on ne peut pas pronominaliser l'attribut avec le pronom neutre le (« *Il l'est rentré », « *Elle l'est repartie »), et l'attribut du sujet devient accessoire puisqu'on peut le supprimer (« Il est rentré à la maison », « Elle est repartie »).

## Attribut du complément d'objet direct
L'attribut du COD est généralement un adjectif ou un groupe adjectival qui affecte une caractéristique au COD. Il ne faut cependant pas le confondre avec l'adjectif épithète : en effet, là où l'épithète appartient au groupe nominal, l'attribut du COD se trouve à l'extérieur de celui-ci. Pour s'assurer qu'un mot est attribut et non épithète, il suffit de le pronominaliser :
- « Paloma sortit son cahier rouge » ⇒ « Paloma le sortit » : l'ensemble du groupe est pronominalisé, rouge appartient donc au groupe nominal son cahier rouge et est donc épithète du nom cahier ;
- « Mes amis trouvent mon esthétique originale » ⇒ « Mes amis la trouvent originale » : seulement mon esthétique est pronominalisé, ce qui signifie que l'adjectif originale n'est pas épithète mais attribut du COD mon esthétique.

Cette différence peut également être mise en valeur par la permutation des deux groupes de mots : elle est possible avec l'attribut du COD (« Mes amis trouvent originale mon esthétique » ou « Mes amis trouvent mon esthétique originale ») mais impossible avec une épithète (« *Paloma sortit rouge son cahier »).
Sémantiquement, la relation entre l'attribut et le COD correspond à une prédication seconde, c'est-à-dire que la relation prédicative s'effectue au sein d'une phrase contenant une prédication première. Par exemple, dans la phrase « Il plante ses thuyas trop serrés », la première prédication est "il plante ses thuyas" et la seconde est "ses thuyas sont trop serrés". Cette prédication seconde est particulière puisque, contrairement à ce que l'on a avec l'attribut du sujet, il n'y a pas de verbe d'état apparent.
Syntaxiquement, l'attribut du COD est généralement un adjectif ou un groupe adjectival, mais il peut parfois être un nom ou un groupe nominal (« Il a appelé son chien Ernest » ; « Elle a nommé sa fille cheffe de l'entreprise »).

## Remarque
« Attribut », comme terme grammatical, n'a pas la même signification en français et en allemand, où il correspond à notre épithète (voir la page correspondante).

## Sources bibliographiques
- Martin Riegel, Jean-Christophe Pellat et René Rioul, Grammaire méthodique du français, Paris, PUF, 8e éd., 1164 p.
- Pierre Le Goffic, Grammaire de la phrase française, Paris, Hachette Éducation, 1994, 589 p.
- Eva Havu et Michel Pierrard, « La prédication seconde en français : essai de mise au point », Travaux de linguistique, 2008/2 (n°57), p. 7-21. URL : https://www.cairn.info/revue-travaux-de-linguistique-2008-2-page-7.htm (consulté le 20 juin 2023).